# Vita (barco)
El Vita fue un yate, construido en 1931 en Kiel (Alemania) por la firma Germania Werft GmbH, con el nombre de Argosy. Se trataba de un yate de propulsión diésel con una eslora máxima de 62,20 m, por 9,20 de manga. Fue vendido a un ciudadano filipino, navegando bajo pabellón estadounidense. En 1934 cambió su nombre al de Vita, siendo adquirido durante la guerra civil española por Marino de Gamboa, simpatizante del nacionalismo vasco, que lo puso al servicio de las autoridades republicanas en los momentos finales de la contienda. Fue empleado para transportar objetos incautados por la Caja General de Reparaciones al término de la guerra civil española, a instancias del presidente del gobierno republicano Juan Negrín.
Al contrario de lo que se ha sostenido legendariamente, el Vita no era el Giralda, antiguo yate real de Alfonso XIII, el cual de hecho, dejó de ser yate real en 1918, pasó luego a ser buque hidrográfico y en 1934 fue dado de baja, para ser desguazado en Sevilla en 1940.

## El «Tesoro del Vita»
A fines de 1938, Marino De Gamboa,  adquirió el buque y le puso el nombre de Vita.
El Vita se hallaba de vacaciones en Holanda en febrero de 1939, cuando Marino de Gamboa recibió una orden de Juan Negrín, último jefe de gobierno de la Segunda República Española para fletar la embarcación. De Gamboa llevó el Vita al puerto británico de Southampton para cerrar el contrato y de allí parte al puerto francés de El Havre, dejando allí el Vita a disposición de las autoridades españolas republicanas.

### Carga del tesoro
Fletado en Barcelona, en marzo de 1939, fue puesto al mando del capitán José de Ordorica, relacionado con el Partido Nacionalista Vasco (PNV).
El 28 de febrero de 1939 embarcó en el puerto francés de El Havre 120 maletas que contenían objetos incautados por la Caja General de Reparaciones durante la guerra civil española y otros de diversa procedencia, un cargamento indeterminado de joyas, metales preciosos y objetos de valor. El Vita partió de El Havre el mismo día 28 de febrero de 1939, llevando un grupo de carabineros españoles leales a Negrín, dirigidos por el capitán Enrique Puente, con órdenes de anclar en el puerto de Veracruz, México.
Negrín encargó a Mariano Manresa, agregado comercial de la embajada española en Londres, la tarea de reunir el cargamento y de seleccionar la tripulación, compuesta casi totalmente por carabineros, cuerpo de reconocida lealtad a Negrín. El responsable de la operación, Enrique Puente, había sido el jefe de la llamada Brigada Motorizada, núcleo de la ampliación del Cuerpo de Carabineros.

### Llegada a México
El Vita llegó a Veracruz el 28 de marzo. En dicho puerto debía esperar la llegada del Vita el delegado oficial de Negrín en México, el doctor José Puche Álvarez, no estaba presente para recibir la carga. El 17 de marzo el Vita había hecho escala en la isla caribeña de Saint Thomas y allí Enrique Puente telegrafió a Negrín para preguntarle a quién debía entregarse la carga del Vita, pero Puente jamás obtuvo respuesta.
Así, ante la urgencia de descargar el fabuloso tesoro, el capitán Puente telegrafía al embajador de la República Española en México, el líder socialista Indalecio Prieto. Prieto contactó con el entonces presidente de México Lázaro Cárdenas y le convence que, como embajador tiene derecho a asumir la responsabilidad por la carga del Vita y controlarla. Así su cargamento se descargó en el puerto de Tampico y posteriormente fue trasladado a Ciudad de México, bajo el control y la responsabilidad de la Junta de Auxilio a los Republicanos Españoles (JARE), la entidad de ayuda al exilio republicano dirigida por el mismo Indalecio Prieto, apartándolo así de manos negrinistas y comunistas y rivalizando con el Servicio de Evacuación de los Republicanos Españoles (SERE), la entidad de ayuda dirigida por Juan Negrín y sus aliados.
De hecho el control del tesoro del yate Vita fue un elemento decisivo de la disputa política y personal de Prieto y Negrín dentro del exilio republicano, precipitando la permanente ruptura de relaciones entre ambos líderes y alimentando las numerosas censuras contra Negrín que lanzaron líderes republicanos como Francisco Largo Caballero. El presidente mexicano Lázaro Cárdenas era amigo personal de Indalecio Prieto, por lo tanto no hubo interferencia alguna del gobierno de México en la administración hecha por los exiliados españoles.
En enero de 1941, el presidente mexicano Manuel Ávila Camacho, sucesor de Cárdenas, ordenó que México asumiera el control de la JARE después de que salieran a la luz diversas irregularidades, como la fundición de monedas de oro de gran valor numismático, aunque no pudo realizarse ninguna auditoría por falta de documentación oficial.
La principal fuente a tal respecto, el propio Amaro del Rosal escribía:

...A estas alturas resulta ineludible la pregunta clave que deben hacerse los españoles: ¿Qué fue de todo aquello? Están por explicar los paraderos, el empleo que se dio al oro, a la plata, a los valores y a las joyas y, sobre todo, debe aclararse qué se hizo con los objetos de arte», para concluir: «Mucho nos tememos que una gestión irresponsable convirtiera en lingotes de oro o plata aquellas colecciones numismáticas de valor incalculable y que se hiciera lo mismo con los objetos religiosos...

### Relación con las lagunas del Nevado de Toluca
En enero de 1941 el diario mexicano El Universal informó del hallazgo accidental de cajas de estaño con joyas y otros objetos de valor con la identificación del Monte de Piedad de Madrid, sumergidas en las aguas de las lagunas del Nevado de Toluca, en el estado de México, entre los valles de Toluca y Tenango, identificándolas como parte del cargamento del Vita. Los ocasionales hallazgos prosiguieron en décadas posteriores, sin que haya una explicación formal para ello, aunque se ha apuntado al posible robo o extravío de parte del tesoro del Vita.

## Uso posterior del buque

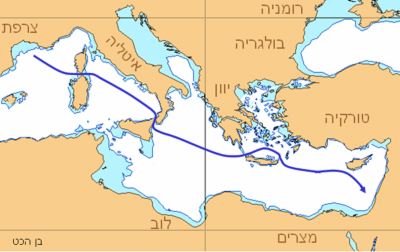
Ruta seguida por el Ben Hecht.

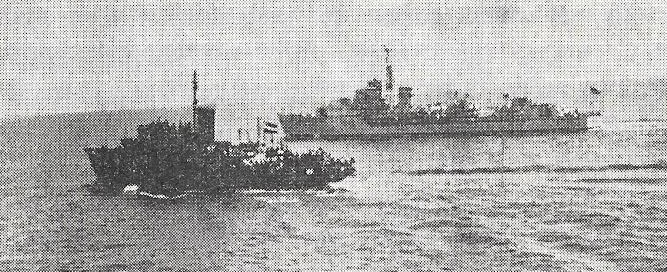
Captura del Ben Hecht por el Chieftain.